# Войцехівський Микола Володимирович
Микола Владиславович (Володимирович) Войцехівський (Войцеховський) (30 березня 1874, Санкт-Петербург — 27 серпня 1933, Краснодар) — військовий лікар, доктор медичних наук (1909), професор, акушер-гінеколог.

## Біографія
Народився в місті Санкт-Петербург в польській дворянській родині. Батько, Владислав Осипович Войцеховський, статський радник і обер-секретар урядового сенату, помер у 1877 році.
Микола Войцеховський закінчив Кронштадтське військове училище, офіцер флоту. У 1899 році закінчив Імператорську Військово-медичну Академію. Працював ординатором клініки, стажувався в клініках Берліна та Відня. Керував шпиталем під час війни на Далекому Сході в 1904–1905 роках (Російсько-японська війна). З 1905 року працював начальником військового шпиталю міста Дівінська. У 1909 році захистив докторську дисертацію в Петербурзі. Завідував військовим шпиталем російської армії в роки Першої світової війни (в 1914—1918 роках).
Після революції 1917 року професор Войцехівський був одним з організаторів акушерської справи в Україні, але в партію більшовиків вступити відмовився, незважаючи на особисте прохання Михайла Фрунзе. У 1920 році був членом колегії Народного комісаріату охорони здоров'я Української СРР.
На початку 1920-х років переїжджає на Кубань, ближче до рідних дружини. Був одним із засновників Кубанського медичного інституту, засновник і перший директор Краснодарського пологового будинку. З 1922 по 16 липня 1933 року завідував кафедрою акушерства Кубанського медичного інститутуЮ працював разом з професорами Михайлом Дітеріхсом та Дмитром Оттом.
У Краснодарі проживав в «професорському будинку» на вулиці Шаумяна і був одним з його архітекторів і будівельників. Вів домашній прийом і за спогадами тих років, на прийом до професора Войцехівського приїжджали з усіх куточків Кубані і в дні прийому на вулиці стояла довга низка екіпажів з пацієнтками.
Помер 16 липня 1933 року. Похований на Всіхсвятському кладовищі в Краснодарі.